# Uchodźstwo wewnętrzne
Uchodźstwo wewnętrzne (ang. IDP, internally displaced person) – zjawisko o charakterze zbliżonym do uchodźstwa.
Uchodźca wewnętrzny to osoba, która zmuszona zostaje do opuszczenia miejsca zamieszkania z tych samych powodów co uchodźca, ale nie przekracza granicy uznanej za międzynarodową.

Zasadniczo, w myśl prawa międzynarodowego (konwencja genewska z 1951 roku), osoby takie nie podlegają przepisom o uchodźstwie. W praktyce jednak, ze względu na ogromną skalę tego problemu, Wysoki Komisarz Narodów Zjednoczonych do spraw Uchodźców zmuszony został do zainteresowania się problemami uchodźców wewnętrznych.
Biorąc pod uwagę kontrowersje natury prawnej, bardziej właściwe okazuje się stosowanie terminów „przesiedlenia wewnętrzne” bądź „wysiedlenia wewnętrzne”. Literatura przedmiotu wyodrębnia cztery najważniejsze kategorie tego problemu:
- wysiedlenia wywołane konfliktami i eskalacją przemocy wewnętrznej (ang. conflict-induced displacement)
- wysiedlenia w konsekwencji klęsk żywiołowych i katastrof przemysłowych (ang. disaster-induced displacement)
- wysiedlenia w wyniku długotrwałych zmian środowiska (ang. environmentally-induced displacement)
- wysiedlenia związane z rozwojem gospodarczym i realizacją dużych projektów (ang. development-induced displacement)